# Мішенін Дмитро Юрійович
Дмитро́ Ю́рійович Міше́нін (нар. 25 квітня 1994, Донецьк, Україна) — український футболіст, півзахисник «Інгульця-2».

## Життєпис
Дмитро Мішенін народився 25 квітня 1994 року в Донецьку. У ДЮФЛУ до 2008 року виступав у складі донецького «Шахтаря», а з 2009 по 2011 — у складі іншої донецької команди, «Олімпіка». Саме у складі цього клубу дебютував на дорослому рівні в сезоні 2011/12, коли «Олімпік» виступав у першій лізі чемпіонату України. Того сезону Дмитро зіграв 3 поєдинки. На початку сезону 2012/13 перейшов до донецького «Шахтаря», але за основну команду не виступав, а грав за «Шахтар-3», який на той час виступав у Другій лізі. За два сезони у складі резервної команди «гірників» зіграв 35 поєдинків та забив 2 м'ячі у ворота суперників.
Напередодні старту сезону 2016/17 на правах вільного агента перейшов до клубу «Інгулець» (Петрово), але за головну команду не виступає, а грає за фарм-клуби петрівчан — друголіговий «Інгулець-2» та аматорський «Інгулець-3», за основну команду зігравши лише 1 матч у Кубку.